# Sénas
 Sénas  es una comuna y población de Francia, en la región de Provenza-Alpes-Costa Azul, departamento de Bocas del Ródano, en el distrito de Arlés y cantón de Orgon. Es la mayor población del cantón.
Su población en el censo de 1999 era de 5.618 habitantes.
Está integrada en la Communauté de communes cccccc .

## Demografía
| 2 917 | 3 008 | 3 265 | 3 906 | 5 113 | 5 618 |
| Para los censos de 1962 a 1999 la población legal corresponde a la población sin duplicidades (Fuente: INSEE [Consultar]) |       |       |       |       |       |

- Datos: Q640681
- Multimedia: Sénas / Q640681

1. ↑  Worldpostalcodes.org, código postal n.º 13560.
2. ↑  INSEE, Datos de población para el año 2012 de Sénas (en francés).